# El Cordobés (Manuel Díaz González)
 (décembre 2024).
Si vous disposez d'ouvrages ou d'articles de référence ou si vous connaissez des sites web de qualité traitant du thème abordé ici, merci de compléter l'article en donnant les références utiles à sa vérifiabilité et en les liant à la section « Notes et références ».
Pour les articles homonymes, voir Manuel González (homonymie), Diaz, El Cordobés et González.
Manuel Díaz González dit « El Cordobés », né le 30 juin 1968 à Arganda del Rey (communauté de Madrid, Espagne), est un matador espagnol.

## Présentation
Il affirme être le fils naturel de l’ancien matador Manuel Benítez « El Cordobés ». Celui-ci ne l’a jamais reconnu. En janvier 2016, Manuel Díaz a saisi la justice pour obtenir cette reconnaissance de paternité. En avril de la même année, des tests ADN démontrent cette paternité.

### Carrière
- Débuts en novillada non piquée : Abenójar (province de Ciudad Real, Espagne) le 5 août 1983.
- Débuts en novillada avec picadors : Cordoue (Espagne), le 7 avril 1985, aux côtés de Raúl Zorita et Rafael Gago. Novillos de la ganadería de Lora Sagrán.
- Alternative : Séville le 11 avril 1993. Parrain, Curro Romero ; témoin « Espartaco ». Taureaux de la ganadería de Torrealta.
- Confirmation d’alternative à Madrid : 20 mai 1993. Parrain, « Armillita » ; témoin, Fernando Lozano. Taureaux des ganaderías de Baltasar Ibán et du Puerto de San Lorenzo.
- Confirmation d’alternative à Mexico : 19 novembre 1995. Parrain, Manolo Mejía ; témoin, Humberto Flores. Taureaux de  la ganadería de Reyes Huerta.
- Premier de l’escalafón en 1998 et en 2007.